# Mae Murray

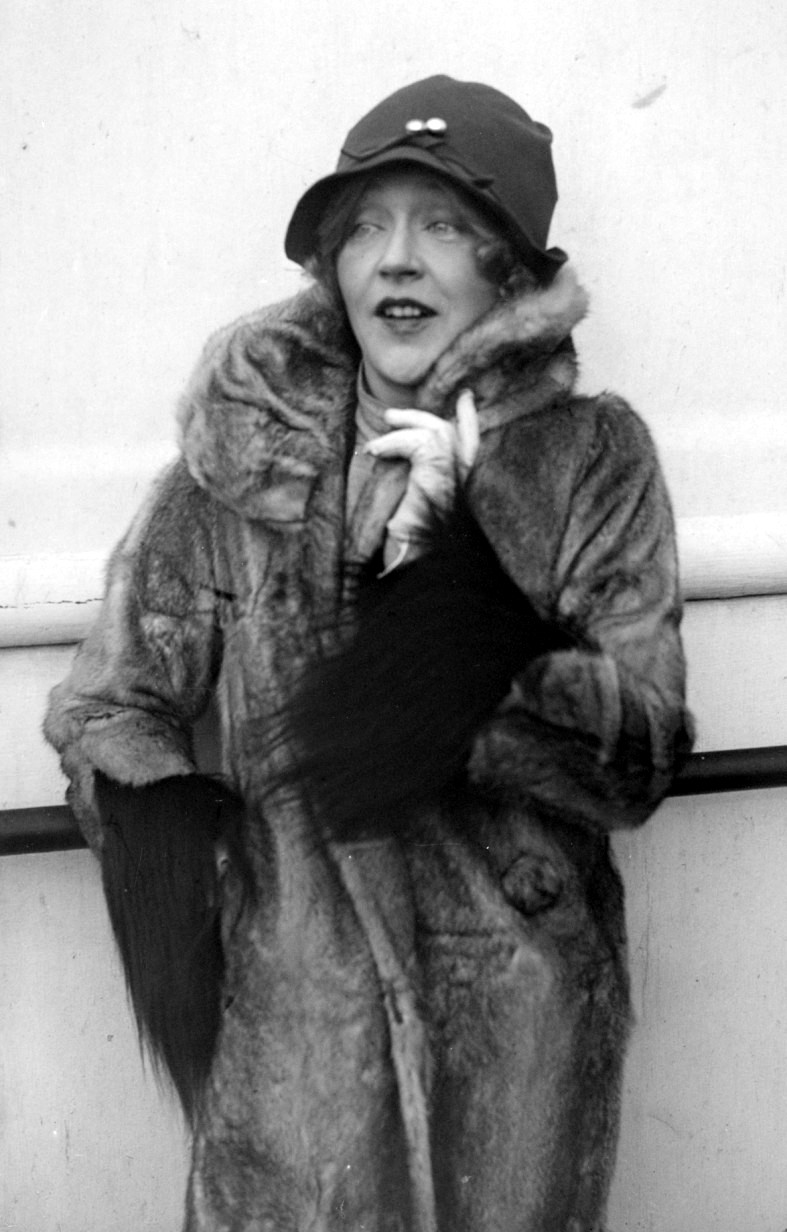
Mae Murray, 1926

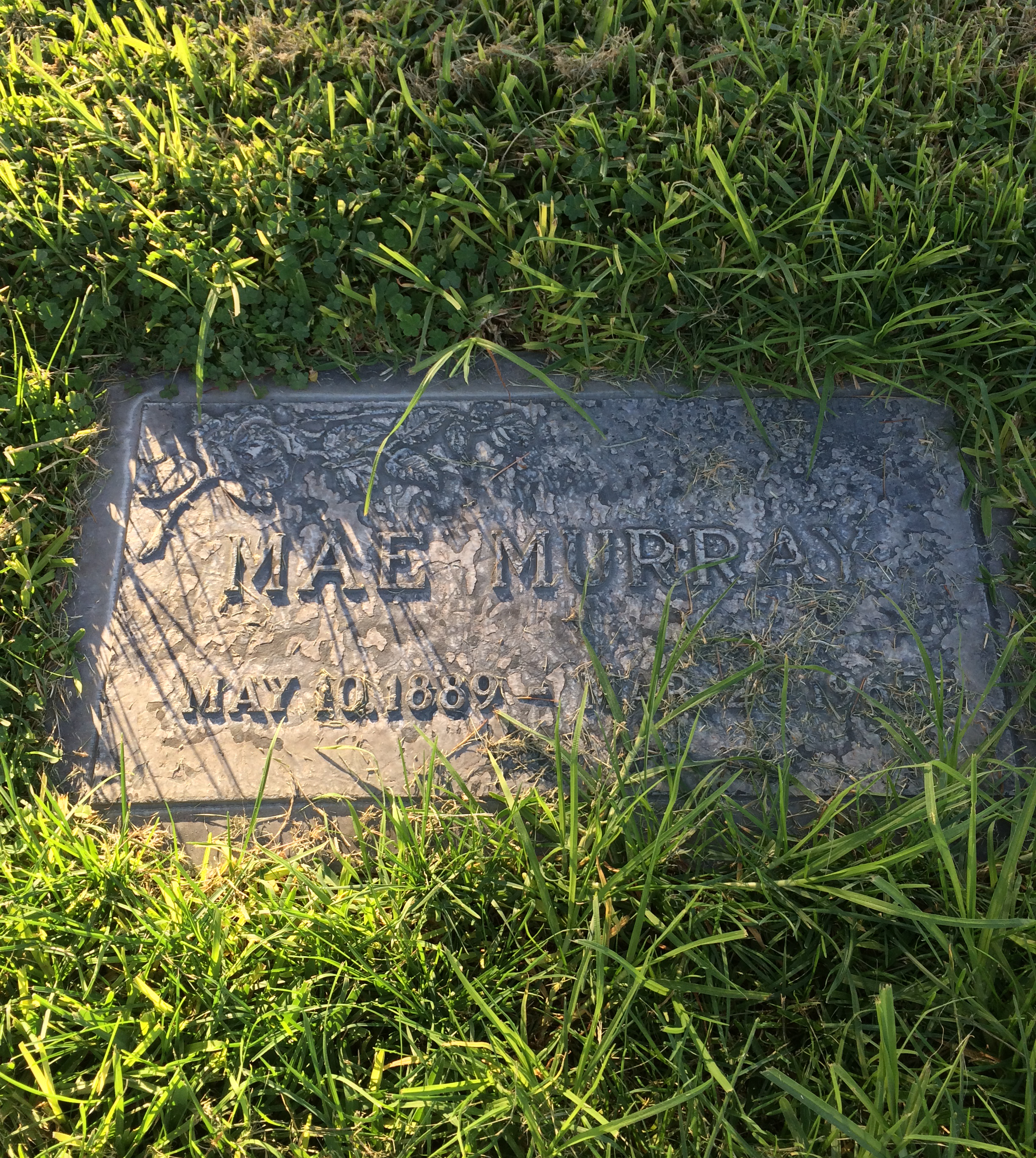
Grab von Mae Murray

Mae Murray, eigentlich Marie Adrienne Koenig (* 10. Mai 1885 in New York City; † 23. März 1965 in Woodland Hills, Los Angeles, Kalifornien), war eine US-amerikanische Schauspielerin und Tänzerin. Mitte der 1920er-Jahre zählte sie zu den erfolgreichsten und bestbezahlten Filmstars in Hollywood.

## Leben
Mae Murray, die 1889 als ihr Geburtsjahr angab, begann ihre Karriere 1906 als Bühnendarstellerin in der Broadway-Show About Town. Zwei Jahre später wurde sie Gruppentänzerin der Ziegfeld Follies und stieg bis 1915 zur Einzeltänzerin auf. 1916 debütierte sie als Filmschauspielerin in To Have and to Hold von George Melford. Viele ihrer Filme enthalten auf sie zugeschnittene Tanzeinlagen, insbesondere jene ihres dritten Ehemannes Robert Z. Leonard, unter dessen Regie sie von 1917 bis 1924 fast ausschließlich spielte. 1922 verdiente sie bereits etwa 10.000 US-Dollar pro Woche. Sie war einer der erfolgreichsten Stars der alten Metro-Studios, als diese 1924 mit anderen Gesellschaften zur MGM verschmolzen. Die meisten ihrer Produktionen während dieser Zeit wurden durch ihre eigene Tiffany-Gesellschaft hergestellt und handelten oft von Liebesaffären in der High Society. 1925 war die Schauspielerin, die wegen ihres in Herzform geschminkten Mundes als The Girl with the bee-stung lips (dt. Das Mädchen mit den Bienenstich-Lippen) populär war, auf dem Höhepunkt ihrer Karriere. Sie hatte ihre heute noch bekannteste Rolle als Sally O’Hara in Erich von Stroheims Version der Operette Die lustige Witwe.
Ein Jahr später beendete sie nach einigen heftigen Auseinandersetzungen mit Louis B. Mayer ihren laufenden Vertrag, obwohl ihr Streifen Valencia zu den größten Erfolgen des Jahres zählte. Der titelgebende Song wird heute noch oft gespielt. Mayer setzte die Schauspielerin daraufhin auf eine branchenweite „schwarze“ Liste, so dass sie keine Rollen mehr angeboten bekam. Ihr letzter Film für das Studio war eine Liebeskomödie mit dem Titel Altars of Desire. Als Grund für den Vertragsbruch wird ihr Ehemann, der georgische Prinz David Mdivani aus dem Mdivani-Clan vermutet. Die Heirat mit einem echten Adligen galt unter weiblichen Hollywoodstars seit Gloria Swansons Eheschließung mit dem Marquis de la Falaise im Jahr 1924 als schick; Pola Negri wurde durch Heirat in die Mdivani-Familie Murrays Schwägerin.
Im Sommer 1928 fanden Reporter heraus, dass Murray und Mdivani einen gemeinsamen Sohn, Koran Mdivani (1926–2018), hatten. Murray gab an, Koran sei im Februar 1927 zur Welt gekommen. Tatsächlich hatte sie das Kind schon am 5. Januar 1926, ein halbes Jahr vor der Eheschließung mit David Mdivani, in Paris zur Welt gebracht.
In den frühen 1930er-Jahren endete die Karriere von Mae Murray: Ihr Tonfilmdebüt mit Peacock Alley erfolgte 1930 vergleichsweise spät und war ein kommerzieller Misserfolg. Anschließend stand sie 1931 noch in zwei Filmen als Darstellerin von größeren Nebenrollen vor der Kamera, dann war ihre Karriere beendet. Kurze Zeit später ließ sich Murray von Mdivani scheiden. Ihr gesamtes Vermögen hatte sich durch Verschwendung, Gerichtsprozesse und den Börsencrash in Nichts aufgelöst. Als ihr Sohn Koran erkrankte und Mae die Behandlung nicht zahlen konnte, nahm die Familie des behandelnden Arztes den Sohn in Obhut. Nach einem erbitterten Sorgerechtsstreit entschied sich Koran 1940, bei den Pflegeeltern zu bleiben. Im Dezember 1940 wurde er offiziell von ihnen adoptiert und erhielt den Namen Daniel Michael Cunning. In den 1940er-Jahren versuchte sie ein Comeback mit einer von Billy Rose produzierten Nostalgie-Revueshow, allerdings wenig erfolgreich.
Mae Murray hatte die letzten Jahrzehnte ihres Lebens sowohl finanzielle als auch psychische Probleme. Mehrmals geriet sie durch exzentrisches Verhalten in die Schlagzeilen, so soll sie etwa orientierungslos und den Walzer der Lustigen Witwe summend von der Polizei aufgegriffen worden sein. 1949 soll Billy Wilder angeblich erwogen haben, Mae Murray als vergessene und weltflüchtige Stummfilmdiva Norma Desmond – die zum Teil von Mae Murrays Leben inspiriert sein soll – in Sunset Boulevard zu besetzen. Laut der Recherche des Filmhistorikers Michael G. Ankerich stand dies jedoch nie ernsthaft zur Debatte, weil Mae Murray emotional und psychisch nicht stabil genug war. Auch Murrays häufig zitierter Kommentar über den Charakter der Norma: „None of us floozies was ever that nuts!“ („Keines von uns Flittchen war jemals so verrückt!“) soll nicht der Wahrheit entsprechen. Ihre Autobiographie The Self Enchanted, die anhand von Interviews von der Journalistin Jane Ardmore aufgezeichnet wurde, fand in der Öffentlichkeit wenig Resonanz. Mae Murray starb 1965 in Woodland Hills im Motion Picture & Television Country House and Hospital, einem Altersheim  für Menschen aus der Filmbranche.

## Filmografie (Auswahl)

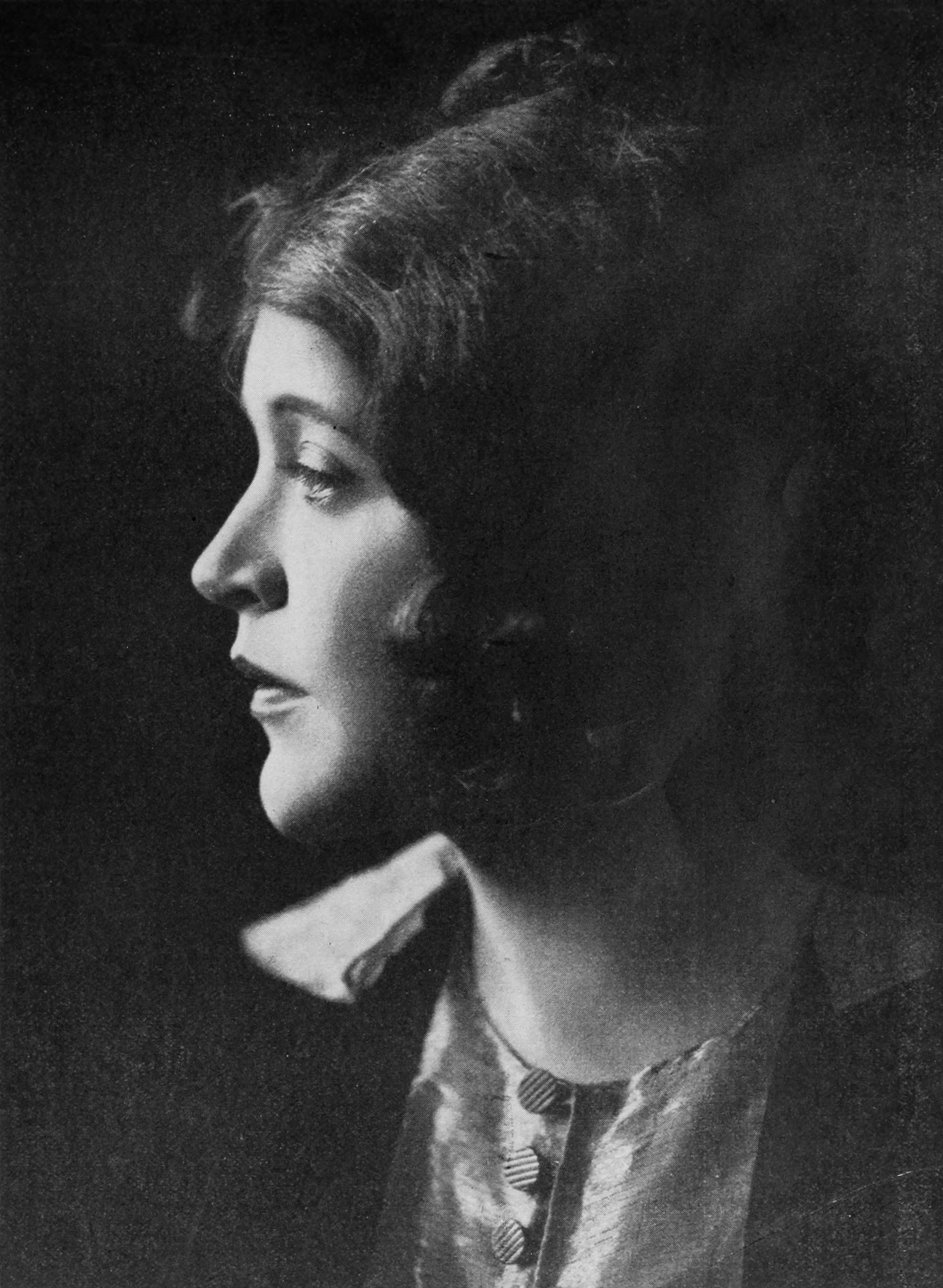
Mae Murray um 1917

- 1916: To Have and to Hold (Verschollen)
- 1916: Sweet Kitty Bellairs
- 1916: The Dream Girl (Verschollen)
- 1916: The Big Sister (Verschollen)
- 1916: The Plow Girl (Verschollen)
- 1917: On Record
- 1917: A Mormon Maid
- 1917: The Primrose Ring
- 1917: At First Sight
- 1917: Princess Virtue
- 1917: Face Value
- 1917: The Bride’s Awakening
- 1917: Her Body in Bond
- 1917: Modern Love
- 1918: The Taming of Kaiser Bull (Kurzfilm)
- 1918: Danger, Go Slow
- 1919: The Scarlet Shadow
- 1918: The Delicious Little Devil
- 1918: What Am I Bid?
- 1919: Big Little Person (Verschollen)
- 1919: The Twin Pawns
- 1919: The A.B.C. of Love
- 1920: On with the Dance
- 1920: The Right to Love
- 1920: Idols of Clay
- 1921: The Gilded Lily
- 1922: Peacock Alley
- 1922: Fascination
- 1922: Broadway Rose
- 1923: Jazzmania
- 1923: The French Doll
- 1923: Frau van Corlands Vergangenheit (Fashion Row)
- 1924: Mademoiselle Midnight
- 1924: Married Flirts
- 1924: Die Frau, die die Männer bezaubert (Circe, the Enchantress)
- 1925: Die lustige Witwe (The Merry Widow)
- 1925: Die Tänzerin von Moulin-Rouge (The Masked Bride)
- 1926: Kleine Affairen großer Leute (Valencia)
- 1927: Altars of Desire
- 1928: Es tut sich was in Hollywood (Show People, Cameo-Auftritt)
- 1930: Peacock Alley
- 1931: Bachelor Apartment
- 1931: High Stakes